# Surinaamse parlementsverkiezingen 2025/Kandidatenlijst/NPS
Dit is de lijst van kandidaten voor de Surinaamse parlementsverkiezingen in 2025 van de NPS. De lijsttrekker is Gregory Rusland. De verkiezingen vinden plaats op 25 mei 2025.
De onderstaande deelnemers kandideren op grond van landelijke evenredigheid voor een zetel in De Nationale Assemblée. Los van deze lijst vinden tegelijkertijd de verkiezingen plaats voor de districtsraden en de ressortraden.

## Kandidatenlijst
Hieronder volgt de kandidatenlijst.
1. Gregory Rusland (Gregory Allan Rusland): 8537
2. Patricia Etnel (Patricia Nancy Etnel): 3581 (1976-2025)
3. Diana Pokie (Diana Marilva Pokie): 2504
4. Jerrel Pawiroredjo (Jerrel Clifton Pawiroredjo): 2784
5. Irshaad Fatehmahomed (Mohamed Irshaad Fatehmahomed): 160
6. Ivanildo Plein (Ivanildo Kenrik Plein): 415
7. Dorothy Hoever (Dorothy Elaine Hoever): 128
8. Poetini Atompai (Poetini Mielando Lona Atompai): 6530
9. Jeffrey Lau: 640
10. Marlon Budike (Marlon Eduard Derrick Budike): 332
11. Daniëlle van Windt (Daniëlle Ireen Thea van Windt): 133
12. Raïssa van Varsseveld (Raïssa Nagatá Angelique van Varsseveld): 121
13. Michel Felisi: 60
14. Glenda Heikerk (Glenda Lucelle Heikerk): 98
15. Rajen Bishar (Rajen Prewien Bishar): 68
16. Gerda King (Gerda Agnes King): 88
17. Michael Persaud (Herbert Michael Persaud): 289
18. Eddy Pansa (Eddy Pansa): 54
19. Randall Pinas (Randall Rodney Pinas): 61
20. Sjachnaz Pengel (Sjachnaz Astria Pengel): 71
21. Maya Parbhoe (Maya Inusha Parbhoe): 189
22. Raoul Hellings (Raoûl Ulrich Hellings): 1837
23. Soraya Leysner (Soraya Mara Vanessa Leysner): 48
24. Sherwin Valies (Sherwin Ivan Robert Valies): 195
25. Fauzia Abdoelrahman (Fauzia Gatoen Abdoelrahman): 52
26. Meriam Gonsalves Jardain de Ponte (Meriam Ileen Gonsalves Jardain de Ponte): 120
27. Ernesto Muller (Ernesto Romano Muller): 92
28. Sabrina Bronne (Sabrina Ashna Bronne): 47
29. Farida King (Farida Millien King): 107
30. Lydia Rodgers (Lydia Mathilda Regenia Rodgers): 79
31. Muanaisa Vola (Muanaisa Angallé Vola): 108
32. Gracia Ormskirk (Gracia Dorothy Ormskirk): 35
33. Samuel Karijodiwongso (Samuel Soerjadi Karijodiwongso): 99
34. Lucia Amatkasan (Lucia Soelijem Amatkasan): 145
35. Ricardo Mac-Intosh (Ricardo Romeo Mac-Intosh): 31
36. Kenneth Pallees (Kenneth Eric Pallees): 42
37. Liliën Amania (Liliën Nora Amania): 83
38. Grasita Tolud (Grasita Angelika Albertina Tolud): 28
39. Deborah Roemer (Deborah Anastasia Roemer): 109
40. Fabien Djemisie: 24
41. Sergio Lagadeau (Sergio Gregory Lagadeau): 97
42. Sharona Lieuw-On (Sharona Jérryll Maria Lieuw-On): 45
43. Charita Overloon (Charita Dewiani Overloon): 104
44. Henry Mac Donald (Henry Leonard Mac Donald): 117
45. Alfred Amoesi (Alfred Dennis Amoesi): 23
46. Ralf Maroeia (Ralf Mario Maroeia) 23
47. Mario Vermeer (Mario Franklin Vermeer): 33
48. Johannes Abielie (Johannes Abena Abielie): 39
49. Ronald Pansa (Ronald Saani Ivan Pansa): 110
50. Clifford Marica (Clifford Paul Marica), ; DRS: 124
51. Marcia Clumper (Marcia Remelia Clumper), ; SPA: 286

Kandidaten per partij: A20 · 
ABOP · 
APP · 
BEP · 
DA'91 · 
DNL · 
DUS · 
NDP · 
NPS · 
OPTSU · 
PL · 
PVC · 
VHP · 
VLS